# Alpha (2025)
Alpha ist ein Filmdrama von Julia Ducournau. Der Film mit Golshifteh Farahani und Tahar Rahim in den Hauptrollen spielt in den 1980er Jahren in der Normandie und feierte im Mai 2025 bei den Internationalen Filmfestspielen in Cannes seine Premiere.

## Handlung
In den 1980er Jahren in der nordfranzösischen Hafenstadt Le Havre. Alpha ist das einzige Kind einer jungen Ärztin, die in einer geschlossenen Krankenhausstation mit Viruskranken arbeitet. Die Dreizehnjährige wird von ihren Mitschülern gemieden, weil Gerüchte aufkommen, sie habe eine neue Krankheit. Als der Teenager nach der Schule mit einem Tattoo auf dem Arm zurückkommt, das den Buchstaben A zeigt, bricht für ihre Mutter die Welt zusammen. Sie macht sich Sorgen, welche Krankheit ihre Tochter sich von der Nadel des Tätowierers eingefangen haben könnte. Ihr Bruder Amin ist HIV-positiv und ein hoffnungsloser Junkie, dessen Arme mit Einstichstellen übersät sind.
Alphas Tattoo beginnt immer häufiger zu bluten. In der Schule nehmen die Attacken auf sie zu. Im Schwimmbecken der Schule wird sie fast von einem Mitschüler ertränkt. Ihren Onkel kennt Alpha kaum, und als Amin bei ihnen auftaucht, von seiner Krankheit gezeichnet und dem Tode nahe, holt sie dies nach.

## Produktion

### Filmstab und Besetzung
Regie führte Julia Ducournau, die auch das Drehbuch schrieb. Es handelt sich um ihren dritten Spielfilm nach Raw von 2016 und Titane von 2020. Die Handlung von Alpha weist Parallelen zu Ducournaus ersten Kurzfilm Junior auf, in dem eine 13-Jährige eine bizarre Metamorphose durchläuft, nachdem sie sich unerwartet ein Magenvirus eingefangen hat. In den Film flossen auch ihre eigenen Erfahrungen ein, die Ducournau auf dem Höhepunkts der AIDS-Epidemie in den 1980er und 1990er Jahren gemacht hat.
In den Hauptrollen spielen Golshifteh Farahani die Mutter und Tahar Rahim deren HIV-positiven Bruder Amin, einen Junkie. Letzterer verlor in Vorbereitung auf die Rolle 20 Kilogramm an Gewicht. Mélissa Boros spielt in der Titelrolle Alpha. Als Kind wird diese von Ambrine Trigo Ouaked gespielt. In weiteren Rollen sind Emma Mackey als Krankenschwester und Finnegan Oldfield als Englischlehrer zu sehen.

### Dreharbeiten und Filmschnitt
Die Dreharbeiten fanden im Herbst 2024 in Le Havre statt, wo der Film spielt. Mitte Oktober 2024 entstanden Aufnahmen in einem Haus in der Rue Gabriel-Péri. In Le Havre drehte man auch an einem Turm in der Rue de Fleurus. Ende Oktober 2024 diente ein öffentliches Schwimmbad in Pont-Audemer als Drehort, das aufgrund seines 1980er-Jahre-Looks ausgewählt wurde. Insgesamt drehte man 35 Tage in der Normandie, bevor bis in den November 2024 hinein Aufnahmen in Paris entstanden. Mit Kameramann Ruben Impens und Editor Jean-Christophe Bouzy arbeitete die Regisseurin bereits für ihre ersten beiden Filme zusammen.

### Filmmusik, Marketing und Veröffentlichung
Die Filmmusik komponierte der Brite Jim Williams, der zuletzt für Filme wie Resurrection von Andrew Semans und Hoard von Luna Carmoon tätig war.
Die Premiere des Films war am 19. Mai 2025 bei den Internationalen Filmfestspielen in Cannes, wo er im Wettbewerb um die Goldene Palme konkurrierte. Dort stellte Charades Alpha auch beim Marché du film vor. Erstes Bildmaterial wurde Anfang des Monats vorgestellt, ein erster Teaser kurz vor der Premiere des Films. Im Juli 2025 wurde Alpha beim Neuchâtel International Fantastic Film Festival und bei Nowe Horyzonty gezeigt. Ab Mitte August 2025 wird er beim norwegischen Filmfestival in Haugesund gezeigt. Im September 2025 wird der Film bei der Filmkunstmesse Leipzig gezeigt. Im Oktober 2025 sind Vorstellungen beim Sitges Film Festival geplant. Die Vertriebsrechte für Nordamerika sicherte sich das Independent-Film-Produktions- und Vertriebsunternehmen Neon. Den Vertrieb in Deutschland übernimmt Plaion Pictures.

## Rezeption

### Kritiken
Die Kritiken fielen gemischt aus. Bei Rotten Tomatoes sind 50 Prozent dieser positiv.
Michael Meyns, Filmkorrespondent der Gilde deutscher Filmkunsttheater, schreibt in seiner Kritik, wirke Alpha anfangs noch wie eine jener Geschichten, in denen eine Außenseiterin, von ihren Mitschülern ausgeschlossen und gehänselt wird, entwickele sich Julia Ducournaus Film bald zu etwas anderem, interessanterem. Zunehmend werde die Welt außerhalb der Wohnung der Mutter ausgeblendet, konzentriere sich die Geschichte auf Alpha, die Mutter und Amin. In manchen Szenen schienen Alphas 13-jähriges mit ihrem 5-jährigen Ich zu verschmelzen, wie ein Fiebertraum oder den Wahnvorstellungen eines Heroinrausches.
Ihren Darstellern verlange Ducournau dabei einiges ab, besonders Mélissa Boros, die hier in ihrer ersten Rolle zu sehen ist und neben Golshifteh Farahani und besonders Tahar Rahim bestehe. Abgemagert, mit herausstehenden Rippen, verkörpere Rahim seine Figur, zeige auf berührende Weise sein Leid, seine Sucht, bald auch seinen Wunsch auf Erlösung von seinen Qualen. In vielerlei Hinsicht mute Alpha konventioneller an als Ducournaus erste beiden Filme Raw und Titane, die auf den ersten Blick radikaler wirkten, und verliere sich nicht mehr in betont transgressiven Momenten: „Ein überraschendes, hartes, berührendes Drama über die Folgen einer Epidemie auf eine Familie.“

### Auszeichnungen
Neuchâtel International Fantastic Film Festival 2025
- Nominierung im Internationalen Wettbewerb[19]

Internationale Filmfestspiele von Cannes 2025
- Nominierung für die Goldene Palme (Julia Ducournau)